# Jacobus Sundman
Knut Jacobus Sundman, född 6 juli 1916 i Helsingfors, död där 14 januari 2008, var en finländsk kemist. Han var far till arkitekten Mikael Sundman.
Sundman blev teknologie doktor 1949. Han var 1939–1944 assistent vid Biokemiska forskningsanstalten och 1944–1951 avdelningschef vid Ab Centrallaboratorium. 1951–1970 var han fabrikschef vid Medica Ab och teknisk direktör 1970–1973. Under denna tid undersökte Sundman olika ormbunksarter och utvecklade metoder för teknisk framställning av läkemedel mot binnikemask ur dessa. Han var 1952–1978 docent i träkemi vid Tekniska högskolan och 1973–1980 innehavare av den svenskspråkiga professuren i kemi vid Helsingfors universitet.